# Liste des sénateurs roumains de 2016 à 2020
Le Sénat de la Roumanie compte 136 membres pour la 8e législature.
| Sénateur                    | Județ           | Parti | Parti |
| --------------------------- | --------------- | ----- | ----- |
| Alexandru Pereș             | Alba            |       | PNL   |
| Valer-Daniel Breaz          | Alba            |       | PSD   |
| Mihai-Viorel Fifor          | Arad            |       | PSD   |
| Ioan Cristina               | Arad            |       | PNL   |
| Adrian Wiener               | Arad            |       | USR   |
| Șerban-Constantin Valeca    | Argeș           |       | PSD   |
| Gheorghe Marin              | Argeș           |       | PSD   |
| Cristina Mariana Stocheci   | Argeș           |       | PSD   |
| Ioan Popa                   | Argeș           |       | PNL   |
| Adrian-Dragoș Benea         | Bacău           |       | PSD   |
| Miron-Alexandru Smarandache | Bacău           |       | PSD   |
| Daniel Fenechiu             | Bacău           |       | PNL   |
| Ilie Viorel                 | Bacău           |       | ALDE  |
| Florian-Dorel Bodog         | Bihor           |       | PSD   |
| Cornel Popa                 | Bihor           |       | PNL   |
| Attila Cseke                | Bihor           |       | UDMR  |
| Ákos Derzsi                 | Bihor           |       | UDMR  |
| Ioan Deneș                  | Bistrița-Năsăud |       | PSD   |
| Ioan Simionca               | Bistrița-Năsăud |       | ALDE  |
| Doina-Elena Federovici      | Botoșani        |       | PSD   |
| Lucian Trufin               | Botoșani        |       | PSD   |
| Costel Șoptică              | Botoșani        |       | PNL   |
| Marius-Alexandru Dunca      | Brașov          |       | PSD   |
| Ovidiu-Florin Orțan         | Brașov          |       | PSD   |
| Daniel Cătălin Zamfir       | Brașov          |       | PNL   |
| Allen Coliban               | Brașov          |       | USR   |
| Ion Rotaru                  | Brăila          |       | PSD   |
| Mihai Ruse                  | Brăila          |       | ALDE  |
| Ecaterina Andronescu        | Bucarest        |       | PSD   |
| Șerban Nicolae              | Bucarest        |       | PSD   |
| Robert Cazanciuc            | Bucarest        |       | PSD   |
| Mihnea-Cosmin Costoiu       | Bucarest        |       | PSD   |
| Ionuț Vulpescu              | Bucarest        |       | PSD   |
| Vlad Alexandrescu           | Bucarest        |       | USR   |
| Cristian Ghica              | Bucarest        |       | USR   |
| Florina Raluca Presadă      | Bucarest        |       | USR   |
| Silvia Monica Dinică        | Bucarest        |       | USR   |
| Leon Dănăilă                | Bucarest        |       | PNL   |
| Florin Câțu                 | Bucarest        |       | PNL   |
| Călin Popescu-Tăriceanu     | Bucarest        |       | ALDE  |
| Traian Băsescu              | Bucarest        |       | PMP   |
| Lucian Romașcanu            | Buzău           |       | PSD   |
| Liliana Sbîrnea             | Buzău           |       | PSD   |
| Dorin-Valeriu Bădulescu     | Buzău           |       | PMP   |
| Ionel Marcel Vela           | Caraș-Severin   |       | PNL   |
| Ioan Narcis Chisăliță       | Caraș-Severin   |       | PSD   |
| Roxana-Natalia Pațurcă      | Călărași        |       | PSD   |
| George Filipescu Răducu     | Călărași        |       | PNL   |
| Vasile Ilea                 | Cluj            |       | PSD   |
| Marius Petre Nicoară        | Cluj            |       | PNL   |
| Remus Mihai Goțiu           | Cluj            |       | USR   |
| Attila László               | Cluj            |       | UDMR  |
| Tit-Liviu Brăiloiu          | Constanța       |       | PSD   |
| Nicolae Moga                | Constanța       |       | PSD   |
| Ștefan Mihu                 | Constanța       |       | PSD   |
| Virgil Chițac               | Constanța       |       | PNL   |
| Nicoleta-Ramona Dinu        | Constanța       |       | USR   |
| László-Ödön Fejér           | Covasna         |       | UDMR  |
| Gheorghe Baciu              | Covasna         |       | PMP   |
| Adrian Ţuțuianu             | Dâmbovița       |       | PSD   |
| Titus Corlățean             | Dâmbovița       |       | PSD   |
| Iancu Caracota              | Dâmbovița       |       | PNL   |
| Iulian Claudiu Manda        | Dolj            |       | PSD   |
| Radu Cosmin Preda           | Dolj            |       | PSD   |
| Elena Lavinia Craioveanu    | Dolj            |       | PSD   |
| Mario Ovidiu Oprea          | Dolj            |       | PNL   |
| Ionel-Daniel Butunoi        | Galați          |       | PSD   |
| Nicolae Marin               | Galați          |       | PSD   |
| George Cătălin Stângă       | Galați          |       | PNL   |
| George-Edward Dircă         | Galați          |       | USR   |
| Niculae Bădălău             | Giurgiu         |       | PSD   |
| Ovidiu Cristian Dan Marciu  | Giurgiu         |       | PSD   |
| Florin Cârciumaru           | Gorj            |       | PSD   |
| Iriza Scarlat               | Gorj            |       | ALDE  |
| Attila Verestóy             | Harghita        |       | UDMR  |
| Barna Tánczos               | Harghita        |       | UDMR  |
| Cornel-Cristian Resmeriță   | Hunedoara       |       | PSD   |
| Viorel Salan                | Hunedoara       |       | PSD   |
| Eleonora Carmen Hărău       | Hunedoara       |       | PNL   |
| Marian Pavel                | Ialomița        |       | PSD   |
| Gabi Ionașcu                | Ialomița        |       | PMP   |
| Doru Adrian Pănescu         | Iași            |       | PSD   |
| Victorel Lupu               | Iași            |       | PSD   |
| Vasile Toma                 | Iași            |       | PSD   |
| Laura Iuliana Scântei       | Iași            |       | PNL   |
| Dan Lungu                   | Iași            |       | USR   |
| Emanuel-Gabriel Botnariu    | Ilfov           |       | PSD   |
| Nicoleta Pauliuc            | Ilfov           |       | PNL   |
| Sorina Pintea               | Maramureș       |       | PSD   |
| Severica Rodica Covaciu     | Maramureș       |       | PMP   |
| Ioan Iustin Talpoș          | Maramureș       |       | PMP   |
| Liviu-Lucian Mazilu         | Mehedinți       |       | PSD   |
| Ionuț Sibinescu             | Mehedinți       |       | ALDE  |
| Aurel-Horea Soporan         | Mureș           |       | PSD   |
| Ioan Cristian Chirteș       | Mureș           |       | PNL   |
| Csaba-Zoltán Novák          | Mureș           |       | UDMR  |
| Károly Zsolt Császár        | Mureș           |       | UDMR  |
| Emilia Arcan                | Neamț           |       | PSD   |
| Dan Manoliu                 | Neamț           |       | PSD   |
| Eugen Ţapu Nazare           | Neamț           |       | PNL   |
| Paul Stănescu               | Olt             |       | PSD   |
| Renică Diaconescu           | Olt             |       | PSD   |
| Mirea Siminica              | Olt             |       | PNL   |
| Emanoil Savin               | Prahova         |       | PSD   |
| Ștefan-Radu Oprea           | Prahova         |       | PSD   |
| Iulian Dumitrescu           | Prahova         |       | PNL   |
| George Nicolae Marussi      | Prahova         |       | USR   |
| Teodor Meleșcanu            | Prahova         |       | ALDE  |
| Gabriel Leș                 | Satu Mare       |       | PSD   |
| Lóránd Turos                | Satu Mare       |       | UDMR  |
| Gheorghe Pop                | Sălaj           |       | PSD   |
| Cristian Lungu Vasile       | Sălaj           |       | PMP   |
| Viorel Arcaș                | Sibiu           |       | PSD   |
| Nicolae Avram               | Sibiu           |       | PSD   |
| Mircea Cazan                | Sibiu           |       | PNL   |
| Ioan Stan                   | Suceava         |       | PSD   |
| Virginel Iordache           | Suceava         |       | PSD   |
| Constantin Daniel Cadariu   | Suceava         |       | PNL   |
| Ilie Niță                   | Suceava         |       | ALDE  |
| Carmen Dan                  | Teleorman       |       | PSD   |
| Eugen Pîrvulescu            | Teleorman       |       | PNL   |
| Eugen Dogariu               | Timiș           |       | PSD   |
| Adrian-Nicolae Diaconu      | Timiș           |       | PSD   |
| Alina Gorghiu               | Timiș           |       | PNL   |
| Nicu Fălcoi                 | Timiș           |       | USR   |
| Eugen-Orlando Teodorovici   | Tulcea          |       | PSD   |
| Ion Ganea                   | Tulcea          |       | PMP   |
| Gabriela Crețu              | Vaslui          |       | PSD   |
| Doina Silistru              | Vaslui          |       | PSD   |
| Ion Hadârcă                 | Vaslui          |       | ALDE  |
| Bogdan Constantin Matei     | Vâlcea          |       | PSD   |
| Romulus Bulacu              | Vâlcea          |       | PNL   |
| Cristian-Sorin Dumitrescu   | Vrancea         |       | PSD   |
| Toma Cătălin Dumitru        | Vrancea         |       | PNL   |
| Viorel Riceard Badea        | Diaspora        |       | PNL   |
| Radu Mihail                 | Diaspora        |       | USR   |